# Teresa Bandettini

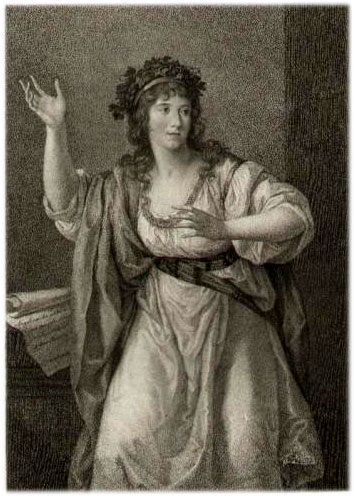
Teresa Bandettini, Kupferstich von Francesco Rosaspina nach einem Gemälde von Angelika Kauffmann, 18. oder 19. Jhd.

Teresa Bandettini, besser bekannt unter dem arkadischen Künstlernamen Amarilli Etrusca (* 11. August 1763 in Lucca; † 6. April 1837 ebenda) war eine italienische Dichterin und Tänzerin.

## Biographie
Bandettini wurde als Tochter von Benedetto und Maria Alba Micheli geboren. Bereits im Alter von sieben Jahren wurde sie Vollwaise und ihre Familie befand sich in einer prekären finanziellen Situation. Sie absolvierte keine reguläre Ausbildung, sondern las viel und ungeordnet die Klassiker wie  Metastasio, Carlo Goldoni, Petrarca, Ludovico Ariosto oder Torquato Tasso und Bücher zur Universalgeschichte und Mythologie. Mit fünfzehn Jahren wurde sie in den Beruf einer Tänzerin eingeführt.
Kurz darauf gab sie ihr erfolgreiches Debüt als Tänzerin in Bastia. Zwischen 1779 und 1789 reiste sie durch Norditalien, wo sich ihr Ruhm als gebildete Tänzerin bald verbreitete: Sie lernte Latein und es hieß, dass sie im Theater in den Pausen Dante las.
Sie begann, öffentlich Verse zu improvisieren. Aus diesem Grund gaben ihr die Leute den Spitznamen Ballerina Letterata.
Sie lernte gebildete Männer kennen, darunter Schriftsteller Ippolito Pindemonte und den Naturforscher Alberto Fortis, von dem sie Französisch gelernt haben soll. In Florenz traf sie den Maler Vincenzo Martinelli und in Bologna einen Senator aus der Famalie Casali.
Im Jahre 1786 veröffentlichte sie in Venedig zum ersten Mal eine zweibändige Sammlung von „Gesammelten Versen“ (Rime Varie).
Ende 1789 heiratete sie in Imola ihren Landsmann Pietro Landucci, der, nachdem er das Improvisationstalent seiner Frau erkannt hatte, sie zu öffentlichen Auftritten drängte. Sie deklamierte ihre Verse in Venedig, Padua, Verona, Mantua, Parma, Pavia und Mailand. Berühmt wurde eine Serie von Aufführungen in Rom, wo sie acht Mal das gleiche Thema vorstellte, aber jedes Mal mit einem anderen Metrum. Sie wurde Mitglied der Accademia dell’Arcadia mit dem arkadischen Namen Amarilli Etrusca.
Vincenzo Monti widmete ihr eine Ode aus sapphischen Strophen, Giuseppe Parini kommentierte ihr Improvisation mit den Worten Zitti, l'inclita Saffo ecco già canta („Still, die berühmte Sappho singt schon“). In Florenz gewann sie die Aufmerksamkeit von Vittorio Alfieri, der ihr einige Terzinen widmete. Ihr Talent als improvisierende Dichterin führte zu Auftritten vor Napoleon in Modena. Am 21. März 1793 improvisierte sie als Amarilli Etrusca beu Ugolino della Gherardesca in Pavia und der Dichter Lorenzo Mascheroni, der der Aufführung beiwohnte, widmete ihr das Sonett Per la Signora Teresa Bandettini.
Im Jahr 1794 wurde sie von Pietro Labruzzi porträtiert und das Gemälde in der Accademia dell'Arcadia ausgestellt. Im selben Jahr starb eine ihrer beiden Töchter früh, Sie widmete ihrem Gedenken In Morte d'una sua Figlia, das in Lucca veröffentlicht wurde. Zu dieser Gelegenheit schrieb Giuseppe Maria Pagnini (arkadischer Name war Eristisco Pirenejo) die Verse Piangendo l'Immatura Morte di un'Unica sua Figlia. Am 18. September 1794  traf sie in der Accademia dell'Arcadia die noch berühmtere Maria Maddalena Morelli (arkadischer Name war Corilla Olimpica). In Lucca, ihrer Heimatstadt, widmete man ihr 1794 eine Marmorbüste in der Accademia degli Oscuri.
Um 1803 zog sie sich von Auftritten zurück, ließ sich in Modena nieder und veröffentlichte weiter. Im Jahre 1795 hatte sie bei der Malerin Angelika Kauffmann ein Porträt von sich in Auftrag gegeben, das von dem Kupferstecher Francesco Rosaspina für die Veröffentlichung der Tragödie La Teseide, einem epischen Gedicht in 20 Gesängen, im Jahre 1805 in Modena als Vorlage genommen wurde. Ab demselben Jahr erhielt sie schließlich vom Herzog von Modena eine jährliche Pension von hundert Zecchini. Mit dem Wunsch, in ihre Heimatstadt zurückzukehren, versuchte sie, von Maria Luisa von Spanien, der Herzogin von Lucca, eine Pension und vom Gericht in Modena die Erlaubnis zu erhalten, die ihr bereits gewährte Pension weiter zu beziehen. Im Dezember 1819 konnte sie mit ihrem schwerkranken Mann, der kurz darauf starb, in ihre Heimatstadt zurückkehren. Sie wurde Teil des Hofes in Lucca. Herzogin Maria Luisa war so begeistert von der Dichterin, dass sie beauftragte, alle von ihr improvisierten Verse abzuschreiben, um sie zu erhalten. Auch ihr Sohn, der spätere Herzog, Karl II. war ein Fan und ließ 1835 auf Staatskosten Poesie Estemporanee di Amarilli Etrusca drucken, mit einem Vorwort von Marquis Antonio Mazzarosa.
Die letzten Jahre ihres Lebens waren von einem langsamen Verfall geprägt, wie Mario Pieri überliefert hat:

„In un pranzo di casa Lenzoni fu tra commensali la famosa Teresa Bandettini o Amarilli Etrusca e mille triste considerazioni risvegliommi alla mente. Non ha cosa in questo mondo più dolorosa quanto il vedere un ingegno peregrino spegnersi a poco a poco e venir meno e più ancora il vederlo già spento dopo averlo conosciuto nel suo pieno vigore.“

„Bei einem Mittagessen in Lenzonis Haus war die berühmte Teresa Bandettini oder Amarilli Etrusca unter den Tischgästen und tausend traurige Überlegungen erwachten in meinem Kopf. Es gibt nichts Schmerzlicheres auf dieser Welt, als zu sehen, wie ein außergewöhnliches Talent nach und nach verblasst und zu nichts wird, und noch mehr, es bereits erloschen zu sehen, nachdem man es in seiner vollen Stärke gekannt hat.“

Trotz ihrer Krankheit schrieb Bandettini bis zum Schluss weiter. Sie hatte drei Töchter, die alle jung starben, und einen Sohn namens Francesco. Sie starb 1837 in Lucca und in der Sitzung vom 6. April desselben Jahres ehrte sie die Accademía Lucchese.

## Nachleben
Bandettinis Werkliste ist sehr umfangreich, eine vollständige Auflistung findet sich in Pietro Leopoldo Ferris Biblioteca femminile italiana. Einzelne Werke sind als Book on Demand erhältlich.
Zeitgenössische Kompilationen ihrer Verse finden sich in der Vatikanischen Bibliothek (Ms Vat. Lat. 10218), im Archivio di Stato di Lucca und in einer Sammlung an der University of Chicago (Ms 1445).
2019 veröffentlichte die italienische Elle einen Artikel nebst einigen Versen in der Reihe „Vergessene italienische Dichter“ mit dem Titel Teresa „Bandettini, die Tänzerin-Poetin, die das Publikum verzauberte und die Herzen von Prinzen und Dichtern stahl“.
In Lucca ist südlich der Eisenbahnlinie eine Straße nach ihr benannt.